# Оксид-фторид плутония(III)
Окси́д-фтори́д плуто́ния(III) — неорганическое соединение,
оксосоль плутония и плавиковой кислоты
с формулой PuOF,
серые кристаллы,
не растворяется в воде.

## Получение
- Восстановление водородом с примесью кислорода фторида плутония(VI)[2]:

{\displaystyle {\mathsf {2PuF_{4}+3H_{2}+O_{2}\ {\xrightarrow {T}}\ 2PuOF+6HF}}}

## Физические свойства
Оксид-фторид плутония(III) образует серые, с металлическим блеском кристаллы кубической сингонии, параметры ячейки a = 0,571 нм, Z = 4,
структура типа CaF2.
Не растворяется в воде.